# Slagelse MTB
Slagelse MTB, SMTB — датский любительский велосипедный клуб, расположенный в Слагельсе, деятельность которого посвящена дисциплине маунтинбайка. Штаб-квартира клуба расположена по адресу Парквей 43, Слагельсе. Клуб Slagelse MTB является членом велоспортивного союза Дании (DCU).

## История клуба
Клуб Slagelse MTB был основан 16 апреля 2008 года. В период, предшествовавший созданию SMTB, несколько человек, интересующихся маунтинбайком, встречались каждую субботу в 9 утра в fitnessdk. Потом было несколько часов более или менее организованного катания в Слагельсе-Листскове, а иногда и долгие поездки в район Сорё или озера Тюструп-Сё. Во время этих поездок несколько раз поднимался вопрос о создании клуба.
Ранней весной 2008 года дело неожиданно пошло в гору. Рабочая группа из шести человек разработала устав и созвала учредительное общее собрание, которое прошло в помещении fitnessdk на Сковвейен в Слагельсе. На собрание пришли 37 заинтересованных лиц, и через несколько часов Slagelse MTB стал реальностью. Был создан совет директоров, а первым председателем клуба стал Рене Веггерби.
До этого не было никаких амбиций по поводу того, что клуб будет большим и будет иметь много членов. В этот вечер в клуб записалось около 30 человек. Однако оказалось, что в последующий период в клуб вступило ещё больше людей. К концу 2008 года в клубе было уже более 50 членов. В апреле 2013 года клуб насчитывал уже 141 члена.
Ещё до основания клуба был запущен сайт клуба. Там все, кто интересуется MTB, могли прочитать о новом проекте. Как и прежде, суббота в 9 утра оставалась временем встречи для классических прогулок по лесу. Кроме того, в программу были добавлены тренировки по вторникам, а в летние месяцы и позже — и по четвергам, в зависимости от спроса.

### Велопарк Слагельсе
Велопарк был построен в 2015 году в результате сотрудничества между Slagelse MTB, Датскими ассоциациями гимнастики и спорта (DGI) и муниципалитетом Слагельсе. Велопарком могут свободно пользоваться все желающие как днём, так и после наступления темноты. Парк предназначен как для начинающих, так и для опытных велосипедистов. Он расположен по адресу Грёнинген 17, 4200 Слагельсе. Неподалёку есть автомобильная парковка. Велосипедная дорожка начинается и заканчивается на парковке.
Велопарк содержит трассы для кросс-кантри, памптрек, дёрт-джампа и фрирайда. В северном конце парка находится костровая площадка.
Муниципалитет Слагельсе помогает в эксплуатации велопарка — косит траву, опустошает мусорные баки, а также оказывает финансовую помощь в приобретении материалов для гоночных дней.

### Трейл-центр Слагельсе
Трейл-центр был построен в 2022 году в результате сотрудничества между Slagelse MTB и муниципалитетом Слагельсе. Трейл-центром могут свободно пользоваться все желающие как днём, так и ночью. Трейл-центр предназначен как для начинающих, так и для опытных гонщиков. Он расположен по адресу Бюсковвей 20, 4200 Слагельсе, неподалёку есть автомобильная парковка MTB-трассы начинаются и заканчиваются на парковке.
В трейл-центре находятся трассы кросс-кантри и эндуро для катания на MTB, беговые дорожки, пешеходные тропинки и указатели. Здесь также есть 1 костровая площадка и 2 навеса для бесплатного использования.
Муниципалитет Слагельсе помогает в эксплуатации трейл-центра, а также оказывает финансовую помощь в приобретении материалов для гоночных дней.

## Деятельность клуба
У клуба есть собственный клубный дом и склад с лесозаготовительным оборудованием. Всеми активностями в клубе занимаются волонтёры.
У Slagelse MTB заключены договоры с лесным округом Валдемарскильде в отношении Слагельсе-Листскова и фондом Sorø Akademi в отношении леса Гридебьерг и плантации Бромме. Леса находятся в частной/фирменной собственности и без членства клуба кататься там запрещено. Все участники мероприятий должны руководствоваться общими правилами Датского агентства природы.
За клубную команду с 2020 по 2023 год выступал Матиас Педерсен, датский профессиональный велогонщик, многократный призёр чемпионата Дании по маунтинбайку в кросс-кантри марафоне (XCM).

## Членство и членские взносы
Взрослые с 18 лет оплачивают членский взнос в размере 700 датских крон. Молодёжь с 8 до 17 лет получает скидку оплачивает членский взнос в 400 крон.
Оплаченное членство действительно до следующего сбора взносов примерно через 3 недели после общего собрания членов, в январе-феврале.
Если кто-либо присоединяется к клубу в конце года, то есть в ноябре или декабре, он получает два месяца членства бесплатно.
После регистрации и оплаты на сайте клуба участники могут кататься по мтб-трассам в частных лесах лесного района Вальдемарскильде (Слагельсе Люстсков/ Нюккоббель Сков), Грюдебьерг Сков (Hvid Pil) и Бромме Сков (Bromme track). Им необходимо иметь при себе цифровую членскую карточку на телефоне или распечатку с фотографией. Постоянные члены Slagelse MTB могут также кататься по трассам в лесах, принадлежащих Фонду Академии Сорё. Тропа «Белая ива» в лесу Грюдебьёрг близ Сорё длиной 6,6 км с множеством технических участков начинается от парковки на Парнасвей. Трасса Bromme Plamtage начинается от зоны отдыха на Анагервей в Бромме-Лиллесё и имеет длину около 4 км. В лесу Хёйбьерг недалеко от Корсёра находится MTB-трасса длиной 4,4 км, относящаяся к категории синих. Лес был создан в сотрудничестве между муниципалитетом Слагельсе и Датским агентством природы. Тропа хорошо обозначена, и кататься по ней можно бесплатно.
Члены клуба получают доступ к групповым тренировкам несколько раз в неделю, могут приобрести со скидкой спортивную одежду с логотипами спонсоров клуба. Члены клуба получают 10 % скидки при предъявлении членской карты в магазине Fri Bike Shop на любые товары, кроме велосипедов, а также при покупке стандартных товаров Xtreme, в том числе покрышек, средств по уходу, велозапчастей и аксессуаров.
У членов клуба появляется возможность вместе с другими участниками развивать и поддерживать маршруты в лесах Слагельсе. Они получают доступ ко многим мероприятиям, таким как гонки, туры, экскурсии, встречи, лекции и вечеринки. Члены клуба могут стать частью команды, которая организует гонки или заботится об оборудовании.

## Тренировки
Летние тренировки в клубе проводятся с апреля по октябрь. Занятия проводятся каждую неделю во вторник, четверг, субботу и воскресенье. Капитаны команд тренируются по вторникам, кроме июля.
С середины октября по 1 апреля тренировки проводятся по вечерам вторника и четверга при достаточном освещении шлема и/или руля, а также по утрам в субботу и воскресенье.
Местом начала и окончания тренировок является здание клуба, если иное не указано в календаре. Адрес клуба: Парквей 43, 4200 Слагельсе.
В будние дни тренировки в основном проводятся в соседних лесах. По субботам и воскресеньям часто совершаются более длительные поездки по гравийным и просёлочным дорогам, а также по трассам, расположенным дальше. Зимой основном поездки проходят по небольшим асфальтированным дорогам и по трассе для ночных поездок в лесу в Слагельсе.
Время выезда в будние дни меняется осенью с наступлением темноты. Поэтому точное время можно узнать на сайте клуба в календаре.
По вторникам, четвергам в 18:00 и субботам в 9:00 клуб проводит тренировки по трём основным направлениям: Elite, Sport, Motion. Все команды стремятся регулярно тренировать езду по трассам MTB, интервалы, технические упражнения. Капитаном команды является опытный гонщик. Все занятия проводятся для мужчин и женщин. Иногда по субботам женщины устраивают совместные женские прогулки. Есть отдельная женская группа в Facebook. Молодёжь с 8 до 16 лет тренируется по вторникам. Есть возможность покататься несколько раз, прежде чем записываться в члены клуба. Существует группа молодёжной команды в Facebook. Тренироваться можно также и в одиночку.

## Совет директоров
| Должность                | ФИО                   |
| ------------------------ | --------------------- |
| Председатель             | Бенте Андерсен        |
| Заместитель председателя | Никлас Бо Фредериксен |
| Казначей                 | Пребен Нильсен        |
| Член совета директоров   | Ян Расмуссен          |
| Член совета директоров   | Хенрик Хааген         |
| Член совета директорова  | Мартин Готтшалк       |
| Заместитель              | Николай Хансен        |

## Спонсоры клуба
Спонсорами клуба являются:
- Датский банк Sydbank[англ.]
- Beierholm[дат.] Statsautoriseret Revisionspartnerselskab — датская компания, специализирующаяся на аудите, бухгалтерском учёте и финансовых консультациях по вопросам налогообложения.
- Автомобильный концерн Volkswagen
- Бренд спортивной одежды XTREME
- Строительная корпорация Niels Lien
- Поставщик стали Stålkompaniet
- Компания водоснабжения и водопользования PE Company
- Сеть веломагазинов Fri Bike
- Компания Simatek — производитель решений для контроля промышленных выбросов и загрязнения воздуха.

## Экипировка и атрибутика
У клуба есть своя фирменная форма, разработанная совместно с xtreme.dk, которая представляет собой чёрно-синий джерси, с красными вставками на левом плече и в районе поясницы. На клубной майке напечатаны логотипы и названия спонсоров клуба.
Поставщиком одежды является спортивная компания Xtreme/ Konggaard. Члены клуба могут приобрести одежду либо по предварительному заказу на новую продукцию, либо из складских запасов клуба. Клуб предоставляет скидку 20 %. На длинные зимние брюки Xtreme/Konggaard даёт скидку 50 %.